# Liriomyza cocculi
Liriomyza cocculi este o specie de muște din genul Liriomyza, familia Agromyzidae, descrisă de Frick în anul 1953. Conform Catalogue of Life specia Liriomyza cocculi nu are subspecii cunoscute.